# Grade im ostkirchlichen und ostkatholischen Mönchtum
Die Grade im ostkirchlichen und ostkatholischen Mönchtum sind die Stufen, die ein orthodoxer Mönch oder eine orthodoxe Nonne in den Ostkirchen in ihrer religiösen Berufung durchläuft.
In der orthodoxen Kirche verläuft der Prozess, Mönch oder Nonne zu werden, absichtlich langsam, da die abgelegten Mönchsgelübde als eine lebenslange Bindung an Gott angesehen werden und nicht leichtfertig eingegangen werden dürfen. Nachdem eine Person das Noviziat abgeschlossen hat, müssen drei Stufen, beziehungsweise ein Vorbereitungsprozess abgeschlossen werden, bevor man die Mönchsgewänder (Habit) anlegen darf.

## Klosterleben in der Orthodoxie
Anders als im westlichen Christentum, wo verschiedene religiöse Orden und Gesellschaften mit jeweils eigenen Professriten entstanden, gibt es in der östlichen orthodoxen Kirche nur eine Art des Mönchtums. Das Ablegen des Mönchsgelübdes wird als Tonsur bezeichnet (was sich auf das rituelle Schneiden der Haare des Mönchs während des Gottesdienstes bezieht) und galt teilweise als Sakrament (heiliges Geheimnis). Der Ritus der Tonsur ist im Euchologion (kirchenslawisch: „Trebnik“) abgedruckt, ebenso wie andere Heilige Mysterien und Kasual-Gottesdienste, wie Beerdigungen, Segnungen und Exorzismen.

Der Megaloschimos

Der Habit ist in der gesamten Ostkirche derselbe (mit einigen geringfügigen regionalen Abweichungen) und gilt sowohl für Mönche, als auch für Nonnen. Jede nachfolgende Stufe erhält einen Teil des Habits, wobei das vollständige Habit nur von denjenigen in der höchsten Stufe getragen wird, die aus diesem Grund als „Megaloschimos“/„Schima“ („Großes Schema“, „Großes Habit“ – griechisch Μεγαλόσχημος megaloschemos, kirchenslawisch Малая схима, мантийное монашество) bezeichnet wird. Eine Person kann in jedes Kloster ihrer Wahl eintreten; aber nachdem man vom Abt (oder der Äbtissin) angenommen wurde und Gelübde abgelegt hat, darf man nicht ohne den Segen des kirchlichen Vorgesetzten von Ort zu Ort ziehen. Dies entspricht dem für das Mönchtum wichtigen Prinzip der „Ortstreue“.
Durch die Tonsur wird man Mönch oder Nonne, ein Ritus, den nur ein Priester durchführen kann. Dies geschieht typischerweise durch den Abt (Archimandrit). Der Priester, der einen Mönch oder eine Nonne tonsuriert, muss in das gleiche oder ein höheres Maß an Mönchtum eingeweiht werden, in das er einen anderen weiht. Mit anderen Worten: Nur ein Priestermönch (Hieromonachos – Ἱερομόναχος, Иеромонах), der zum Großen Schema geweiht wurde, darf selbst einen Schemamonachos weihen. Ein Bischof kann jedoch in jeden Rang eintreten, unabhängig von seinem eigenen. In seltenen Fällen erlaubt ein Bischof einem Priester, einem Mönch oder einer Nonne einen beliebigen Rang zu verleihen.
Ostorthodoxe Mönche werden mit „Vater“ angesprochen, ebenso wie Priester und Diakone in der orthodoxen Kirche. Wenn sich Mönche untereinander unterhalten, reden sie mancherorts einander mit „Bruder“ an. Novizen werden am häufigsten als „Bruder“ bezeichnet, obwohl Novizen an manchen Orten, z. B. auf dem Berg Athos, ebenfalls als „Vater“ angesprochen werden. Bei den Griechen werden alte Mönche aus Respekt vor ihrer Hingabe oft „Gheronda“ oder „Ältester“ genannt. In der slawischen Tradition ist der Titel eines Ältesten (kirchenslawisch Старецъ Starez) normalerweise denjenigen vorbehalten, die ein fortgeschrittenes spirituelles Leben haben und als Führer für andere dienen.
Nonnen, die die Tonsur zum Stavrofor oder höher erhalten haben, werden mit „Mutter“ angesprochen. Novizen- und Rassofor-Nonnen werden mit „Schwester“ angesprochen. Nonnen führen ein asketisches Leben, das mit dem ihrer männlichen Kollegen identisch ist und daher ebenfalls „Monachai“ (der weibliche Plural von „Monachos“) genannt wird. Ihre Gemeinschaft wird ebenfalls Kloster genannt.
Mönche, die zum Priestertum geweiht wurden, werden Hieromonachoi (Priestermönche) genannt; Mönche, die zum Diakonat geweiht wurden, werden Hierodeakonoi (Diakonmönche) genannt. Ein „Schemamonachos“, der Priester ist, wird „Hieroschemamonachos“ genannt. Die meisten Mönche sind nicht ordiniert; Normalerweise stellt eine Gemeinschaft nur so viele Kandidaten für die Bischofsweihe vor, wie die liturgischen Bedürfnisse der Gemeinschaft erfordern. Die heiligen Kanons der orthodoxen Kirche verlangen, dass Bischöfe aus dem Kreis der klösterlichen Geistlichen ausgewählt werden. Sie dürfen somit nicht heiraten.
Heute sind die wichtigsten Zentren des christlich-orthodoxen Mönchtums das Katharinenkloster auf der Sinai-Halbinsel (Ägypten), Meteora in Thessalien in Griechenland, der Berg Athos im griechischen Makedonien, Mar Saba im Gouvernement Bethlehem im Westjordanland und das Kloster des Heiligen Johannes des Theologen auf der Insel Patmos in Griechenland.

## Mönchsränge

### Novize
Novize (griechisch δόκιμος dokimos; kirchenslawisch послушникъ posluschnik, deutsch „derjenige unter Gehorsam“): Die Mönchs-Karriere beginnt als Novize. Nachdem der Kandidat ins Kloster gekommen ist und mindestens drei Tage als Gast dort gelebt hat, kann der Abt oder die Äbtissin den Kandidaten segnen, damit er Novize wird. Für die Einkleidung eines Novizen gibt es keine formelle Zeremonie; er oder sie erhält lediglich die Erlaubnis, die Kleidung eines Novizen zu tragen. In der östlichen Klostertradition können Novizen die schwarze Soutane (griechisch Αντερίον Anterion, Εσώρασον Esorason; kirchenslawisch Podriasnik) und den weichen Mönchs-Hut (griechisch Skoufos, kirchenslawisch: Skufia) tragen, abhängig von der Tradition der örtlichen Gemeinschaft, und in Übereinstimmung mit den Anweisungen des Abts. In einigen Gemeinschaften trägt der Novize auch einen Ledergürtel. Mönchen wird eine Komboskini (Gebetsschnur) gegeben und sie werden in die Übung des Jesusgebets eingewiesen.
Entscheidet sich ein Novize, während des Noviziats das Kloster zu verlassen, erwartet ihn keine Strafe. Er kann auch jederzeit zum Verlassen aufgefordert werden, wenn sein Verhalten nicht mit dem klösterlichen Leben vereinbar ist oder wenn der Abt erkennt, dass er nicht zum Mönchtum berufen ist. Wenn der Abt oder die Äbtissin den Novizen für bereit hält, wird er gefragt, ob er dem Kloster beitreten möchte. Einige entscheiden sich aus Demut dafür, ihr Leben lang Novizen zu bleiben. Jede Phase des klösterlichen Lebens muss freiwillig begonnen werden.

### Rassofore
Rassofore (griechisch ρασοφόρος rasophoros, kirchenslawisch рясофоръ rjasofor, deutsch „Gewandträger“): Wenn der Novize in den Graden aufsteigt, wird er bei einem Gottesdienst, bei dem er die Tonsur erhält, in den ersten Grad des Mönchtums eingekleidet. Obwohl zu diesem Zeitpunkt noch keine formellen Gelübde abgelegt werden, muss der Kandidat normalerweise seine Verpflichtung bekräftigen, im klösterlichen Leben durchzuhalten. Der Abt führt die Tonsur durch, indem er an vier Stellen auf dem Kopf eine kleine Menge Haare abschneidet und so ein Kreuz formt. Der Novize erhält die äußere Soutane (griechisch ράσον rason/Rasson, Exorasson oder Mandorrason; kirchenslawisch рясса rjassa), eine Soutane mit weiten Ärmeln, von welcher der Name Rassofore abgeleitet ist. Außerdem erhält er ein Kalimavkion, einen zylindrischen, randlosen Hut, der mit einem Schleier, dem sogenannten Epanokalimavkion (griechisch επανωκαλυμμαύχιον epanokalymmavchion), bedeckt ist. (In der griechischen Tradition handelt es sich hierbei um separate Gegenstände. In der russischen Tradition werden die beiden zusammengenäht und gemeinsam als Klobuk bezeichnet.) Wenn der Novize ihn noch nicht erhalten hat, wird ein Ledergürtel um seine Taille befestigt. Seine Kutte ist normalerweise schwarz, was bedeutet, dass er nun für die Welt tot ist und er einen neuen Namen erhält.
Obwohl der Rassofor keine formellen Gelübde ablegt, ist er moralisch verpflichtet, für den Rest seines Lebens im klösterlichen Besitz zu bleiben. Einige bleiben dauerhaft Rassoforen, ohne in höhere Grade aufzusteigen.

### Stavrofore
Stavrofore (griechisch σταυροφόρος stavrophoros, kirchenslawisch крестоносецъ krestonosez, deutsch „Kreuzträger“): Die nächste Stufe erreichen Mönche einige Jahre nach der ersten Tonsur, wenn der Abt das Gefühl hat, dass der Mönch ein bestimmtes Maß an Disziplin, Hingabe und Demut erreicht hat. Dieser Grad wird auch als „Kleines Schema“ oder „Minderes Schema“ (griechisch  mikroschimos) bezeichnet und gilt als „Verlobung“ mit dem „Großen Schema“. In dieser Phase legt der Mönch formelle Gelübde der Ortstreue, der Keuschheit, des Gehorsams und der Armut ab.
Dann erhält er eine Tonsur und trägt das Habit, zu dem zusätzlich zu dem, das der Rassophor trägt, auch die Paramandyas (griechisch παραμανδυας, μανδύας mandyas; kirchenslawisch параманъ paraman, мантия mantija) gehört, ein Stück quadratischen Stoffes, der auf dem Rücken getragen wird und mit den Instrumenten der Passion bestickt ist und durch Bänder mit einem Holzkreuz verbunden, das über dem Herzen getragen wird. Die Paramandyas stellt das Joch Christi dar. Aufgrund dieser Ausrüstung wird er jetzt Stavrofore oder Kreuzträger genannt. Außerdem erhält er ein hölzernes Handkreuz (oder „Bekenntniskreuz“), welches er in seiner Ikonenecke aufbewahren sollte, und eine Bienenwachskerze, ein Symbol für klösterliche Wachsamkeit und Selbstaufopferung für Gott. Bei seinem Tod wird der Mönch mit dem Kreuz begraben und bei seiner Beerdigung wird die Kerze angezündet. In der slawischen Tradition trägt der Stavrophor auch den Klostermantel, der die 40-tägige Fastenzeit Jesu auf dem Berg der Versuchung symbolisiert. Der vom Stavrofor getragene Rasson ist umfangreicher als der vom Rassofor getragene.
Nach der Zeremonie wird der neue Stavrofor fünf Tage lang in der Kirche Vigil (Wache) halten und von jeglicher Arbeit, außer geistlicher Lektüre, Abstand nehmen. Zu Beginn des 21. Jahrhunderts wird diese Vigil oft auf drei Tage verkürzt. Der Abt erhöht die Gebetsregel des Stavroforen, erlaubt eine strengere, persönlichere Askese und überträgt dem Mönch mehr Verantwortung.

### Großes Schema
Großes Schema (griechisch Μεγαλόσχημος Megaloschimos; kirchenslawisch Схима Schima): Mönche, deren Äbte das Gefühl haben, dass sie ein hohes Maß an spiritueller Exzellenz erreicht haben, erreichen die letzte Stufe, die als „Großes Schema“ bezeichnet wird. Die Tonsur eines Schemamonachos oder Schemanun folgt der gleichen Liturgie wie beim Stavrofore, und der Mönch legt die gleichen Gelübde ab und wird auf die gleiche Weise tonsuriert. Aber zusätzlich zu den Kleidungsstücken, die der Stavrofore trägt, erhält er den Analavos (kirchenslawisch analav), den Umhang, welcher das Große Schema symbolisiert. Die Analavos selbst werden manchmal als „Großes Schema“ bezeichnet. Er hängt von den Schultern und vorne und hinten herunter, wobei der vordere Teil etwas länger ist. Er ist mit den Leidenswerkzeugen und dem Trisagion bestickt.
Die griechische Form besitzt keine Kapuze, aber die slawische Form hat eine Kapuze und Schulterklappen, so dass das Kleidungsstück ein großes Kreuz bildet, welches die Schultern, die Brust und den Rücken des Mönchs bedeckt. Ein weiteres hinzugefügtes Stück ist das Polystavrion (πολυσταύριον, „viele Kreuze“), welches aus einer Schnur besteht, in die mehrere kleine Kreuze geflochten sind. Das Polystavrion bildet ein Joch um den Mönch und dient dazu, den Analavos an Ort und Stelle zu halten. Es erinnert den Mönch auch daran, dass er an Christus gebunden ist und dass seine Arme nicht mehr für weltliche Aktivitäten geeignet sind, sondern dass er nur noch für das Himmelreich arbeiten muss. Bei den Griechen wird zu diesem Zeitpunkt der Mantel hinzugefügt. Der Paramandyas des Megaloschemos ist größer, als der des Stavroforen. Wenn der Mönch den Klobuk trägt, hat er die Form eines charakteristischen Fingerhuts, welcher Koukoulion genannt wird und dessen Schleier normalerweise mit Kreuzen bestickt ist.
Der Schemamonachos soll einige Tage in der Kirche Wache halten. Am achten Tag nach der Tonsur gibt es einen besonderen Gottesdienst zur „Entfernung des Koukoulion“.
In einigen klösterlichen Traditionen wird das Große Schema nie gegeben oder Mönchen und Nonnen erst auf ihrem Sterbebett verliehen. In anderen, zum Beispiel den koinobitischen Klöstern auf dem Berg Athos, ist es üblich, einen Mönch drei Jahre nach Beginn des Klosterlebens in das Große Schema einzuweihen.
Wenn in der russischen und einigen anderen Traditionen ein Träger eines klösterlichen Titels das Große Schema erwirbt, enthält sein Titel das Wort „Schema“. Beispielsweise wird ein Hieromonach des Großen Schemas Hieroschemamonach genannt, ein Archimandrit wird Schema-Archimandrit, Hegumen zu Schema-Hegumen usw. In der russisch-orthodoxen Tradition wird in solchen Fällen der Teil „Schema“ üblicherweise auf „схи (schi)“  gekürzt und dementsprechend werden die Titel als „схимонах (schimonach)“, „иеросхимонах (ieroschimonach)“, „схиархимандрӣт (schiarchimandrit)“ und „схиигумен (schiigumen)“ geschrieben.
Nach der Annahme des Großen Schemas verzichtet der Abt auf die administrative Kontrolle des Klosters und der Bischof auf die Diözese.

### Symbolik des Analavos
Symbole werden wiederholt auf den Analavos verwendet, um auf religiöse Bilder, biblische Geschichten, Lehren und Hingabe an Christus zu verweisen. Zu den Symbolen gehören: ein Hahn, der die Verleugnung des Petrus darstellt. Eine Säule für die Säule, an die Pontius Pilatus Christus band, der Kranz für die Dornenkrone, der aufgerichtete Pfosten und der Querbalken stellen das Patibulum dar. Vier Spitzen für die Nägel des Kreuzes. Der Totenkopf mit gekreuzten Knochen repräsentiert die „Adamah“ (Menschheit) oder die Rückkehr Adams und der gesamten Menschheit nach dem Tod. Die Gedenktafel stellt das INRI (Titulus: Jesus, König der Juden) dar. Das Rohr für den Heiligen Schwamm, die Heilige Lanze. Leitern und Zangen unter dem Sockel für Josef von Arimathäa, der den Leichnam vom Kreuz nahm und den herabsteigenden Christus. Das zentrale Objekt ist oft das Kreuz Christi.

## In der Koptisch-Orthodoxen Tradition
In der koptischen Kirche gibt es nur zwei Grade von Mönchen. Diese entsprechen dem Rassoforen in Kombination mit dem Stavroforen und dem Großen Schema. Es gibt keinen separaten Stavroforen-Status.
Die beiden Riten für Rassofore und Stavrofore werden unmittelbar nacheinander als ein einziger Gottesdienst begangen.
Das Große Schema besteht aus einer gedrehten Lederschnur mit fünf bis sieben eingeflochtenen kleinen Kreuzen. Es wird kreuzweise um den Hals getragen und verläuft kreuzweise nach vorne und hinten. Es wird den Bischöfen üblicherweise entweder bei ihrer Bischofsweihe oder kurz danach verliehen. Normalerweise wird es auch einem Mönch verliehen, der ein hohes Maß an Askese erreicht hat oder als Einsiedler gelebt hat. Es kann auch Mönchen, Hieromonken und Äbten verliehen werden, die seit mehr als 30 Jahren im Klosterleben leben und ein vorbildliches Klosterleben führen.